# Molophilus pictipes
Molophilus pictipes är en tvåvingeart som beskrevs av Alexander 1927. Molophilus pictipes ingår i släktet Molophilus och familjen småharkrankar. Inga underarter finns listade i Catalogue of Life.